# レッドプラネット
『レッドプラネット』（英: Red Planet）は、2000年製作のアメリカ合衆国のSF映画。
監督はアントニー・ホフマン、出演はヴァル・キルマーとキャリー＝アン・モスなど。
環境汚染や他惑星移住などを題材に、科学的な考証を重視して構成された作品である。
しかし、映画.comの報道によれば「内容が非科学的である」としてNASAが映画への協力を拒否したとされている。
ちなみに、タイトルのRed Planetは、火星の通称である。
日本公開時のキャッチコピーは「映像新世紀」。

## ストーリー
西暦21世紀、地球は深刻な環境汚染に見舞われていた。人類は火星を居住可能な惑星に改造（テラフォーミング）するため、二酸化炭素の氷がある極地に藻を送り込んで酸素を作り出す計画を実行した。だが2050年、それまで順調に増加していた火星の酸素レベルが、突如として減少し始めた。原因を調査すべく、６人の乗組員と探査ロボットのAMEE（エイミー）が惑星間宇宙船マーズ1に乗り込み火星へと向かった。だが火星着陸の直前、太陽のフレア爆発に巻き込まれ、船長を除く乗組員５人とAMEEが、着陸船で非常脱出した。しかし火星に到着したとき、着陸船は大破し乗組員１名が死亡した。生存者はHABと呼ばれる補給物資のある無人施設に向かったが、そこは原因不明の破壊を受けていた。船長は母船で生存しており、乗組員を助けるため地球との連絡をとることができた。だがAMEEが、フレアの影響でシステムが損傷したため探査モードから軍用モードに切り替わり、人間に対して攻撃をしかけてきたのである。

## キャスト
※括弧内は日本語吹き替え
- ロビー・ギャラガー: ヴァル・キルマー（西凜太朗） - エンジニアで整備士。性格に難あり。
- ケイト・ボーマン船長: キャリー＝アン・モス（勝生真沙子） - 指揮官。
- クイン・バーチナル: トム・サイズモア（塩屋浩三） - 世界的生物工学者。うぬぼれ屋。
- バド・シャンティラス: テレンス・スタンプ（坂口芳貞） - 主任科学将校。最年長。信心深い。
- チップ・ペテンギル: サイモン・ベイカー（檀臣幸） - 火星地球化の専門家。元予備要員。
- テッド・サンテン: ベンジャミン・ブラット（山野井仁） - 副操縦士。短気だが優秀。

## 作品の評価
Rotten Tomatoesによれば、批評家の一致した見解は「特殊効果は印象的だが、エネルギー不足で面白いキャラクターがいないのが難点。」であり、102件の評論のうち高評価は14%にあたる14件で、平均して10点満点中3.81点を得ている。
Metacriticによれば、27件の評論のうち、高評価は2件、賛否混在は14件、低評価は11件で、平均して100点満点中34点を得ている。